# Andrea Simon

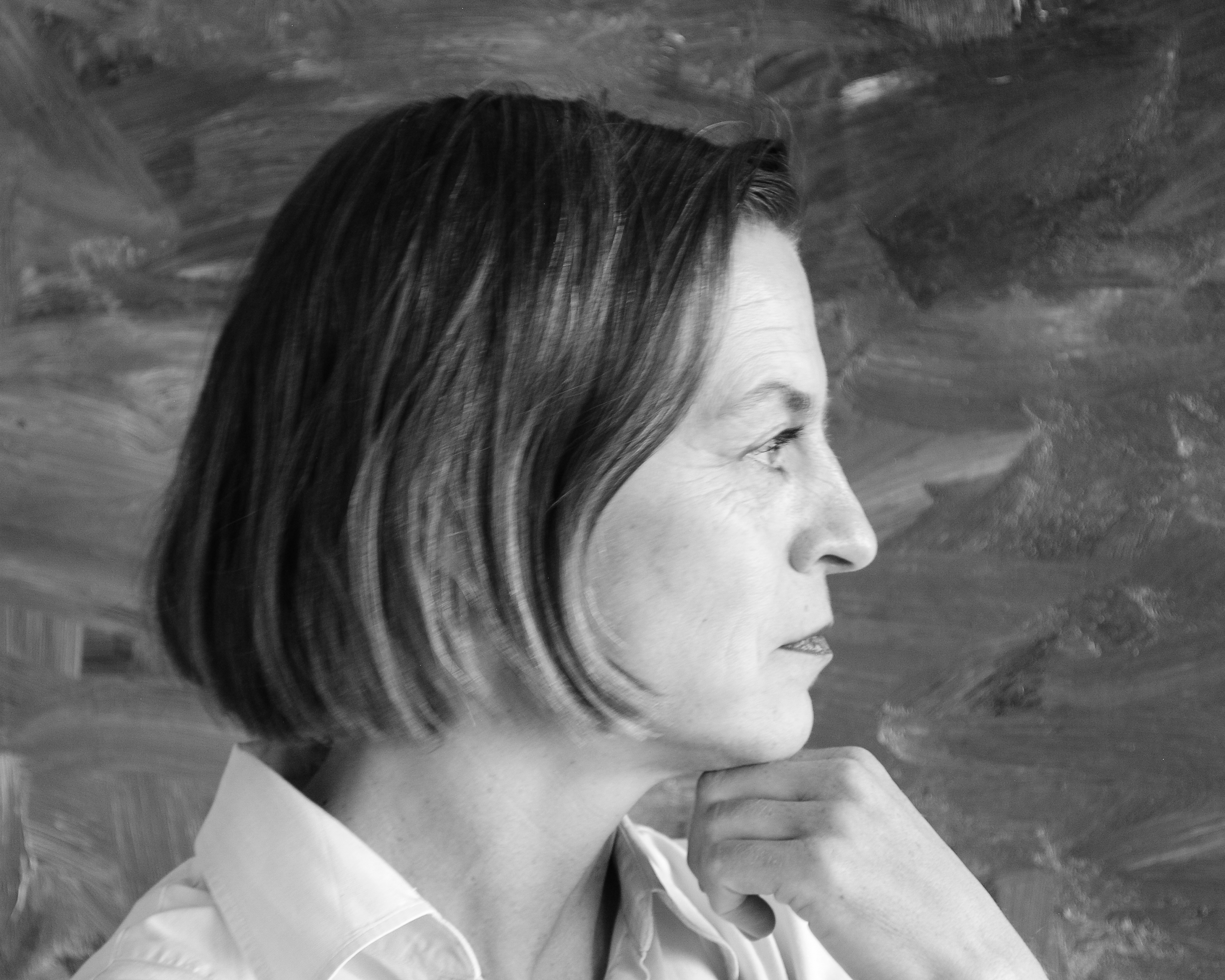
Andrea Simon 2022

Andrea Simon (* 1971 in Meißen) ist eine deutsche Malerin.

## Leben
Andrea Simon studierte von 1987 bis 1991 an der Hochschule für Bildende Künste Dresden. Danach nahm sie von 1991 bis 1995 ein Studium an der Fachhochschule für Gestaltung in Hamburg auf und beendete es mit Diplom. Die Staatliche Hochschule für Bildende Künste – Städelschule in Frankfurt am Main besuchte sie von 1995 bis 2000. Dort studierte sie Malerei in der Klasse von Hermann Nitsch. Das Studium schloss sie als Meisterschülerin ab. Von 1997 bis 1998 reiste Andrea Simon für ein halbes Jahr nach Chile, um dort zu malen. Ihre dort entstandenen Arbeiten wurden im Goethe-Institut Chile gezeigt. Ihre abstrakten Gemälde sind geprägt von kräftigen Farben. Simon lebt in Frankfurt am Main.

## Ausstellungen

### Einzelausstellungen (Auswahl)
- 1997: Galerie Ka-Eins, Frankfurt am Main
- 1998: Goethe-Institut, Santiago, Chile
- 1999: Galerie F. A. C. Prestel, Frankfurt am Main[2]
- 2000: Stadthaus am Dom, Wetzlar
- 2007: Kunstverein Wetzlar
- 2008: Galerie F. A. C. Prestel, Frankfurt am Main[3]
- 2010: Stadthaus am Dom, Wetzlar
- 2013: Museum Haus der Stadtgeschichte, Offenbach am Main[4]
- 2016: Kunsttreppe, Frankfurt am Main[5]
- 2019: European School of Design, Frankfurt am Main
- 2020: Main Triangel, Oberfinanzdirektion, Frankfurt am Main
- 2020: Rheinberger Saal, Burg Kronberg, Kronberg im Taunus[6]
- 2020: Stadtgalerie Wetzlar, Wetzlar[7]
- 2024: Spuren, AusstellungsHalle, Frankfurt am Main[8][9]

### Ausstellungsbeteiligungen (Auswahl)
- 1997: Frauenmuseum, Bonn, mit Günther Uecker u. a.
- 1997: Schauspielhaus, Leipzig
- 1998: Portikus, Frankfurt am Main
- 1999: Galerie Hellhof, Kronberg
- 2000: Galerie F. A. C. Prestel, Frankfurt am Main[10]
- 2003: Ausstellungshalle, Frankfurt am Main
- 2004: Galerie F. A. C. Prestel, Frankfurt am Main
- 2010: Galerie ABTART Stuttgart
- 2014: Zollamt Galerie, Offenbach am Main
- 2019: European School of Design, Frankfurt am Main[11]